# Caesetius fagei
Caesetius fagei är en spindelart som först beskrevs av Lawrence 1936.  Caesetius fagei ingår i släktet Caesetius och familjen Zodariidae. Inga underarter finns listade.